# سبزعلی شریف
سبزعلی شریف (زادهٔ ۹ مه ۱۹۴۶) طراح گرافیک و از چهره‌های سرشناس هنر مدرن کشور تاجیکستان است. وی از سال ۱۹۷۷ عضو اتحادیهٔ هنرمندان تاجیکستان است. همچنین او از دههٔ هفتاد میلادی در بسیاری از نمایشگاه‌های نقاشی شرکت داشته است.

## جوایز و افتخارات
- دارندهٔ عنوان هنرمند ملی تاجیکستان
- برندهٔ جایزهٔ رودکی شورای وزارت و دولت تاجیکستان